# Bosnyák Tamás
Báró Bosnyák Tamás (Magyarbél, 1572 – Nagysurány, 1634. december 19.) végvári vitéz, várkapitány, birtokos nemes.

## Élete
Katonai pályáját Erdődy Tamás bán oldalán a horvát végeken kezdte, majd végigküzdötte a tizenöt éves háborút. Részt vett Pest, Esztergom és Székesfehérvár visszavételében is, illetve a mezőkeresztesi csatában. Az 1590-es évek végén Nagysurány várának kapitánya. 1604 végén csatlakozott Bocskai Istvánhoz, és Rhédey Ferenc parancsnoksága alatt részt vett a felsőmagyarországi hadjáratban. 1605 októberében rövid ideig érsekújvári kapitány volt. A Bocskai-felkelés után, 1607-től hosszú ideig (még 1629-ben is) füleki kapitány. 1609. december 10-én II. Mátyás bárói rangra emelte. Később királyi tanácsos, főétekfogó mester és Hont vármegye főispánja lett.
Felesége Kenderes Mária, lánya Bosnyák Zsófia (1609-1644) sztrecsnói várúrnő volt, előbb Serényi Mihály, majd Wesselényi Ferenc nádor felesége. Fia fiatalon elhunyt.
Pecsétjéről Frederik Federmayer közölt adatokat.